# Fatehabad (Fatehabad)
Fatehabad is een stad en gemeente in het district Fatehabad van de Indiase staat Haryana. 

## Demografie
Volgens de Indiase volkstelling van 2001 wonen er 59.863 mensen in Fatehabad, waarvan 53% mannelijk en 47% vrouwelijk is. De plaats heeft een alfabetiseringsgraad van 66%. 